# Hygropoda gracilis
Espèce
Synonymes
- Dendrolycosa gracilis Thorell, 1891

Hygropoda gracilis est une espèce d'araignées aranéomorphes de la famille des Pisauridae.

## Distribution
Cette espèce est endémique des îles Nicobar en Inde.

## Description
La femelle holotype mesure 5,75 mm.

## Publication originale
- Thorell, 1891 : Spindlar från Nikobarerna och andra delar af södra Asien. Kongliga Svenska Vetenskaps-Akademeins Handlingar, vol. 24, no 2, p. 1-149 (texte intégral).